# Bryan Pitton
Bryan Pitton (né le 26 janvier 1988  à Mississauga, dans la province de l'Ontario au Canada) est un joueur professionnel canadien de hockey sur glace. Il est le gardien du KH Sanok de l'élite polonaise.